# Діалекти японської мови
Японська мова поділяється на східні, західні та кюшюйські діалекти.

## Історія
З модернізацією наприкінці 19 століття уряд та інтелігенція сприяли утвердженню та поширенню літературної мови. Регіональні мови та діалекти зневажалися та придушувалися, тому місцеві жителі почувалися неповноцінними через власні "погані" та "ганебні" мови та діалекти. Мовою викладання була стандартна японська, і деякі вчителі карали учнів за використання діалектів або інших мов, особливого розмаху подібна практика набула в Окінаві та Тохоку (див. також Рюкюські мови #Історія і Діалектна картка). Схожі практики також мали місце в інших країнах, як от бергонья (дискримінація окситанської мови) у Франції та політика «Welsh Not» (утиски валлійської мови) в Уельсі. З 1940-х до 1960-х років, у період націоналізму Сьова та, згодом, післявоєнного економічного дива, зусилля з заміни регіональних діалектів і мов на літературну японську набули найбільшого розмаху.
Зараз літературна японська мова поширилася по всій країні, а традиційні регіональні різновиди японської занепадають через розвиток освіти, телебачення, збільшення кількості транспорту, концентрацію населення в містах тощо. Однак регіональні різновиди не були повністю замінені стандартною японською. Поширення літературної японської означає, що регіональні різновиди тепер цінуються як «ностальгічні», «зворушливі» та маркери «дорогоцінної місцевої ідентичності», а багато носіїв регіональних діалектів поступово подолали почуття меншовартості щодо своєї природної манери розмови. Контакт між регіональними різновидами та стандартною японською мовою створює нові регіональні мовні форми серед молоді, такі як окінавський різновид японської мови.